# 蔡立山
蔡立山（1962年—），中国人民解放军空军中将。
曾任北京军区空军政治部组织处处长，北京军区空军导弹第6师政治委员。蔡立山任导弹第6师政治委员期间，2009年，该部被四总部评为军事训练一级单位。党委于2008年、2009年连续被空军表彰为先进党委。个人被评为“全军优秀师旅团级单位党委书记”，先后荣立三等功2次。2011年7月，任空降兵第15军副政治委员。2014年9月，任空军福州指挥所政治委员。2015年7月，任成都军区空军政治部主任。2016年1月，任西部战区空军政治工作部主任。2019年4月，升任北部战区副政委兼北部战区空军政委。
2012年7月，晋升少将军衔。
2019年12月，晋升中将军衔。